# Sumo Do, Sumo Don’t!
Sumo Do, Sumo Don’t! (Originaltitel: シコふんじゃった！) ist eine japanische Serie, basierend auf dem Film Lust auf Sumo aus dem Jahr 1992. In Japan fand die Premiere der Serie am 26. Oktober 2022 auf Disney+ statt. Im deutschsprachigen Raum erfolgte die Erstveröffentlichung der Serie durch Disney+ am selben Tag.

## Handlung
Ryōta Moriyama ist im vierten Jahr an der Kyoritsu-Universität. Es ist nicht mehr lange bis zu seinem Abschluss, aber dieser ist in Gefahr. Um doch noch seinen Abschluss zu machen, bleibt ihm nur noch eine Möglichkeit: Er muss dem Sumō-Club der Universität beitreten. Dieser steht kurz vor dem Aus, da das Interesse rapide zurückgegangen ist. Für Ryōta ist es eine langfristige Rückkehr zum Sport im Allgemeinen, nachdem er sich während seines ersten Studienjahres bei einem Baseballspiel verletzt hatte, einer Sportart, die er seit der Grundschule betrieben hatte und die er aufgeben musste. Seither irrt er zunehmend orientierungsloser durchs Leben, und in letzter Zeit lief es weder in der Liebe noch in seinem zukünftigen Berufsleben besser für ihn. Im Sumō-Club lernt er Honoka Ōba kennen, die im zweiten Studienjahr ist und das letzte Mitglied des Clubs ist. Für sie bedeutet Sumō alles. Schon als Kind nahm sie an lokalen Sumō-Turnieren teil und war sehr erfolgreich. Daher war es nur logisch, dass sie ihrer Leidenschaft auch an der Universität nachging. Allerdings steht sie auf wackeligen Beinen, wenn es nicht einmal um Sumō geht. Sie trainiert hart, weist Erfolge vor und unterstützt den Club, wo sie nur kann. Dennoch kämpft sie immer noch um die Anerkennung der Alumni des Clubs. Ryōta und Honoka versuchen, dem Sumō-Club neues Leben einzuhauchen. Schon bald stoßen die ersten neuen Mitglieder zu ihnen und schon geht es ans Eingemachte. Denn innerhalb und außerhalb des Sumō-Rings warten viele Herausforderungen auf sie.

## Besetzung
| Rolle          | Schauspieler |
| -------------- | ------------ |
| Ryōta Moriyama | Shōno Hayama |
| Honoka Ōba     | Rikka Ihara  |

## Episodenliste
| Nr. | Deutscher Titel | Originaltitel | Erstveröffentlichung (Japan) | Deutschsprachige Erstveröffentlichung (D/A/CH) |
| --- | --------------- | ------------- | ---------------------------- | ---------------------------------------------- |
| 1   | Folge 1         | 第一番        | 26. Okt. 2022                | 26. Okt. 2022                                  |
| 2   | Folge 2         | 第二番        | 26. Okt. 2022                | 26. Okt. 2022                                  |
| 3   | Folge 3         | 第三番        | 2. Nov. 2022                 | 2. Nov. 2022                                   |
| 4   | Folge 4         | 第四番        | 9. Nov. 2022                 | 9. Nov. 2022                                   |
| 5   | Folge 5         | 第五番        | 16. Nov. 2022                | 16. Nov. 2022                                  |
| 6   | Folge 6         | 第六番        | 23. Nov. 2022                | 23. Nov. 2022                                  |
| 7   | Folge 7         | 第七番        | 30. Nov. 2022                | 30. Nov. 2022                                  |
| 8   | Folge 8         | 第八番        | 7. Dez. 2022                 | 7. Dez. 2022                                   |
| 9   | Folge 9         | 第九番        | 14. Dez. 2022                | 14. Dez. 2022                                  |
| 10  | Folge 10        | 第十番 結び   | 21. Dez. 2022                | 21. Dez. 2022                                  |